# Kalltjärnen (Norsjö socken, Västerbotten, 722175-166378)
Kalltjärnen är en sjö i Norsjö kommun i Västerbotten och ingår i Skellefteälvens huvudavrinningsområde.